# Elsa Wagner
Elsa Wagner (nasceu Elisabeth Karoline Auguste Wagner; 24 de janeiro de 1881 – 17 de setembro de 1975) foi uma atriz alemã.

## Filmografia selecionada
- 1918: Der Rattenfänger
- 1918: Der fremde Fürst
- 1918: Der Fall Rosentopf

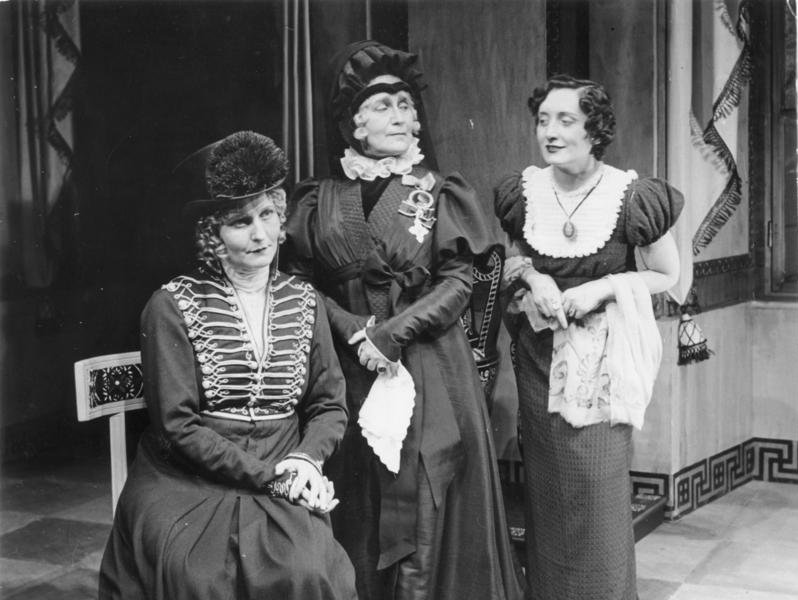
Emmy Göring, Elsa Wagner e Clement Herma em 1935, em uma cena de Prinz von Preussen de Hans Schwarz.

- 1964: Das Ungeheuer von London-City
- 1964: Ännchen von Tharau
- 1969: Dr. med. Fabian – Lachen ist die beste Medizin
- 1971: Unser Willi ist der Beste
- 1973: Der Fußgänger